# Обнинская АЭС

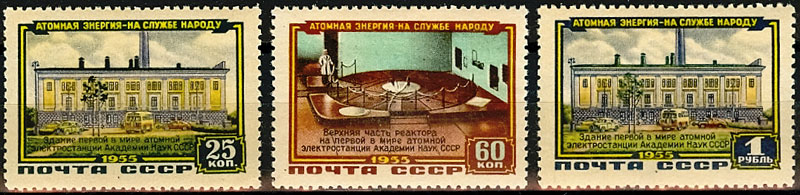
Почтовые марки СССР 1956 года, посвящённые Обнинской АЭС

Обнинская АЭС — первая в мире подключенная к электросети атомная электростанция, запущена в промышленную эксплуатацию 26 июня 1954 года. Расположена в Обнинске Калужской области. Первая АЭС, подключённая к общей электрической сети Советского Союза.
В апреле 2002 года выведена из эксплуатации и в настоящее время функционирует как научно-исследовательский и мемориальный комплекс. Обнинская АЭС является первой остановленной атомной электростанцией в России.
Здание первой в мире атомной электростанции в Обнинске является объектом культурного наследия народов России регионального значения и охраняется государством.

## История строительства
В октябре 1945 года Технический комитет учреждённого при Совнаркоме СССР Первого главного управления, предшественника Минсредмаша, рассмотрел записку академика Петра Капицы «О применении внутриатомной энергии в мирных целях». Общее руководство работами по мирному атому взял на себя президент Академии наук Сергей Вавилов. Вскоре Игорь Курчатов изложил свои соображения о возможности использования графитового реактора-наработчика плутония и для производства электроэнергии. Приняв во внимание доводы учёных, правительство СССР 16 мая 1949 года выпустило постановление о создании первой атомной электростанции. Научным руководителем работ был назначен Курчатов (в то же время занимавшийся созданием атомной бомбы), а главным конструктором реактора — Николай Доллежаль.
В мае 1950 года вышло постановление Правительства страны о начале работ по строительству первой АЭС. Через год был решён вопрос о месте её сооружения. В 1951 году вышло второе Постановление Совета министров СССР о разработке мероприятий по сооружению первой АЭС. Руководителем строительства атомной станции был назначен Пётр Захаров, в те годы руководитель Объекта «В».
К сооружению был принят проект уран-графитового реактора канального типа с трубчатыми тепловыделяющими элементами (ТВЭЛами) с теплосъёмом некипящей воды под давлением 100 атмосфер. При выборе типа реактора учитывался опыт, который был накоплен при создании и эксплуатации промышленных реакторов, производивших плутоний. Техника получения тепловой и электрической энергии за счёт деления ядерного топлива в значительной мере использовала технику обычной тепловой энергетики.
Строительство здания АЭС началось в 1952 году на месте бывшей деревни Пяткино. Незадолго перед пуском реактора, в феврале 1954 года в ФЭИ был сооружён реактор нулевой мощности («критический стенд»). Он был собран в одной из лабораторных комнат, расположенных на первом этаже главного корпуса ФЭИ. Целью создания стенда, по мнению руководителя физических расчётов реактора АЭС М. Е. Минашина, была необходимость экспериментальной проверки пригодности расчётных методик, использовавшихся при определении характеристик реактора первой АЭС. На этом стенде 3 марта 1954 года впервые в ФЭИ (и на территории Калужской области) была осуществлена самоподдерживающаяся цепная реакция деления урана.
Водоохлаждаемый канальный уран-графитовый энергетический реактор получил название АМ-1. Что означает «АМ», есть два мнения: «атом морской», и «атом мирный». Возможно, изначально он и рассматривался как прототип транспортного ядерного реактора (для кораблей и подводных лодок), однако вскоре стала понятна бесперспективность использования на них громоздких уран-графитовых атомных «котлов», и аббревиатуру удачно раскодировали по второму варианту — она полностью соответствовала назначению атомной станции.

## Пуск и дальнейшее использование
Перед пуском реактора было составлено штатное расписание и укомплектованы 4 смены персонала. Пусковую группу возглавлял советский физик-ядерщик Б. Г. Дубовский, имевший опыт пуска первого в СССР реактора, осуществлённого под руководством Курчатова 26 декабря 1946 года. Директором первой АЭС был назначен Н. А. Николаев. Научным руководителем всего проекта был назначен незадолго до этого ставший директором ФЭИ Д. И. Блохинцев — известный в то время физик-теоретик, профессор Московского государственного университета. Первыми пусковыми дежурными научными руководителями были А. К. Красин, Б. Г. Дубовский и М. Е. Минашин. Борис Дубовский задержался в Харькове из-за нелётной погоды на шесть суток, и физический пуск был отложен до его приезда. 9 мая в 19 часов 7 минут при загрузке примерно 60 топливных каналов (ТК) было достигнуто критическое состояние. В дальнейшем активная зона реактора была загружена полностью, вместив 128 ТК. 26 июня 1954 года впервые в мире на АЭС был осуществлён энергетический пуск. Начальник объекта «В» Дмитрий Блохинцев записал в оперативном журнале: «17 часов 45 минут. Пар подан на турбину». Академики Курчатов и Александров поздравили всех участников исторического события по-русски: «С лёгким паром!».
На следующий день, 27 июня, станция была подключена к энергосистеме СССР.
В октябре 1954 года на Обнинскую АЭС прибыли для обучения командиры и инженер-механики двух экипажей первой советской атомной подводной лодки «Ленинский комсомол».
К октябрю 1954 года станция была выведена на проектные параметры. Электричество, выработанное первой в мире атомной электростанцией, пошло внешним потребителям — в сеть Мосэнерго. За участие в разработке, пуске и освоении станции Д. И. Блохинцеву, Н. А. Доллежалю, А. К. Красину и В. А. Малых была присуждена Ленинская премия. Большая группа разработчиков и эксплуатационников была награждена орденами и медалями СССР. В первый период работы Обнинская АЭС рассматривалась как опытная энергетическая станция. Но, начиная с 1956 года, на ней стали проводиться различные исследования, в частности, необходимые для создания более мощных станций. С 1956 года станция стала открытой для советских и зарубежных делегаций. Десятки тысяч экскурсантов почти из всех стран мира посетили АЭС, что способствовало изменению взгляда людей на атомную проблему.
Важной особенностью, связанной с созданием первой атомной электростанции, стал параллельный процесс проведения научных экспериментов, связанных с разработками типовых проектов, созданием необходимого оборудования, проектированием и строительством специализированных зданий и монтажом специальных сооружений. Это обстоятельство требовало постоянной координации работ и чёткого их выполнения. В итоге такой подход обеспечил сжатые сроки создания первой АЭС. Это оказалось возможным при активном и непосредственном участии в создании станции видных и ответственных деятелей науки, промышленности и правительства. Переход от промышленного реактора, в котором уровень температур материалов в активной зоне реактора относительно низкий, к энергетическому реактору с более высоким уровнем температур материалов, необходимым для получения высокотемпературного тепла, потребовал проведения большого и разностороннего объёма экспериментальных и расчётных исследований.

## Информация об энергоблоке
| Энергоблок      | Тип реакторов | Мощность | Мощность | Начало строительства | Подключение к сети | Ввод в эксплуатацию | Закрытие   |
| Энергоблок      | Тип реакторов | Чистая   | Брутто   | Начало строительства | Подключение к сети | Ввод в эксплуатацию | Закрытие   |
| --------------- | ------------- | -------- | -------- | -------------------- | ------------------ | ------------------- | ---------- |
| Обнинск (АЭС-1) | АМ-1          | 5 МВт    | 6 МВт    | 01.01.1951           | 26.06.1954         | 01.12.1954          | 29.04.2002 |

## Вывод из эксплуатации
К 2000 году дальнейшая эксплуатация единственного энергоблока Обнинской АЭС, безаварийно прослужившего 48 лет (на 18 лет дольше запланированного срока), стала экономически нецелесообразна, и реактор был заглушен 29 апреля 2002 года, а в сентябре выгружена последняя тепловыделяющая сборка.
Отработанное топливо из реактора выгружено, но полный вывод из эксплуатации, включающий в себя демонтаж и дезактивацию оборудования, отложен на неопределённый срок.
В 2009 году по распоряжению Президента России Д. А. Медведева на базе Обнинской АЭС был создан музей атомной энергетики.
На станции проводятся многочисленные экскурсии школьников и студентов, её посещают иностранные делегации. Экспозиция музея представляет собой источник наибольшего количества информации об истории развития атомной отрасли. Электростанция является объектом пристального внимания любителей развивающегося в мире «атомного туризма».